# Die Zukunft der Ideen
Die Zukunft der Ideen – Das Schicksal der Allmende in einer vernetzten Welt ist ein im Jahr 2001 erschienenes Buch des Juraprofessors Lawrence Lessig von der Stanford-Universität in Kalifornien. Lessig ist ein bekannter Kritiker der Verlängerung der Urheberrechtsschutzdauer in den USA. Der englische Originaltitel ist The Future of Ideas : the fate of the commons in a connected world.
Während das Urheberrecht Künstlern dabei hilft, für ihre Werke entlohnt zu werden, warnt Lessig davor, dass die Ausgestaltung desselben zu streng ist und es für zu lange Zeit gewährt wird. Er befürchtet, dass dadurch Innovation verhindert wird, da die Zukunft immer auch auf den Werken der Vergangenheit aufbaut. Lessig bespricht auch jüngste Bemühungen von Interessengruppen aus der Rechteindustrie, die für noch längeren und dichteren Schutz geistigen Eigentums auf drei Ebenen eintreten: auf der Codeebene, auf der Ebene der Inhalte und auf der gegenständlichen Ebene.
Die Codeebene wird durch Computerprogramme kontrolliert. Ein Beispiel ist die Internetzensur in der Volksrepublik China (Internet censorship in mainland China), die IP-Adressen nach ihrem geographischen Ursprung aussortiert. Die Ebene der Inhalte wird anhand des Beispiels der Musiktauschbörse Napster illustriert, einer Dateitauschbörse. Lessig kritisiert die Reaktion der Musikgesellschaften und Hollywoods. Die gegenständliche Ebene ist diejenige, die tatsächlich Informationen von einem Punkt an einen anderen weiterleitet, und die sowohl kabelgebunden als auch funkbasiert sein kann. Er spricht besonders die Regulierung der Funkfrequenzen an.
Am Ende betont er die Bedeutung des Vorgangs, dass bereits existierende Werke in angemessener Zeit in das Public Domain übergehen, wie es die Gründerväter beabsichtigt haben.
Die Zukunft der Ideen ist eine Fortsetzung seines vorigen Buches Code and Other Laws of Cyberspace, das davon handelt, wie Computerprogramme die Freiheit der Ideen im Cyberspace (virtuellen Raum) einschränken können.
Seit 2008 steht das Buch wie auch die früheren Werke Lessigs unter einer freien Lizenz. Gewählt wurde die Creative-Commons-Lizenz Attribution-Noncommercial (CC-BY-NC).

## Ausgaben
Englisch:
- US 1st hardcover edition (Random House): ISBN 0-375-50578-4
- US paperback (Vintage books): ISBN 0-375-72644-6